# Сирадан
Сирада́н (фр. и окс. Siradan) — коммуна во Франции, находится в регионе Юг — Пиренеи. Департамент — Верхние Пиренеи. Входит в состав кантона Молеон-Барус. Округ коммуны — Баньер-де-Бигор.
Код INSEE коммуны — 65427.

## География

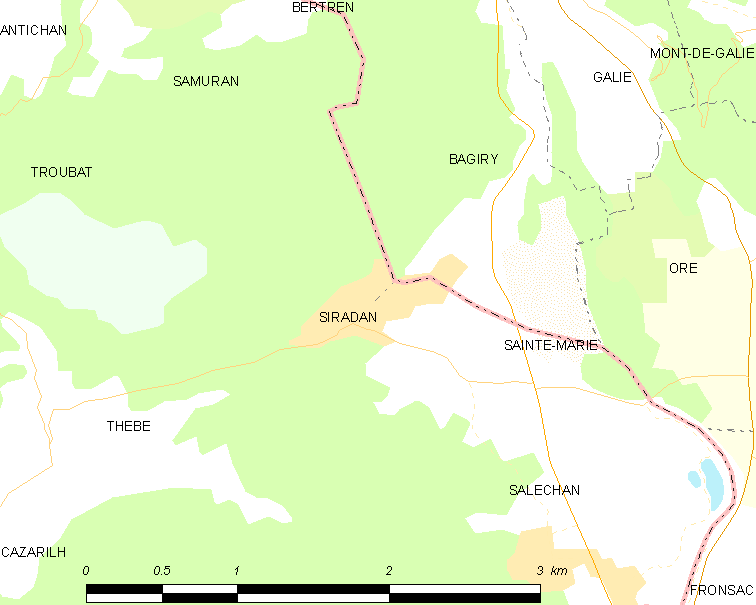
Карта коммуны

Коммуна расположена приблизительно в 670 км к югу от Парижа, в 100 км юго-западнее Тулузы, в 55 км к юго-востоку от Тарба.

## Климат
Климат умеренно-океанический с солнечной тёплой погодой и обильными осадками на протяжении практически всего года.

## Население
Население коммуны на 2010 год составляло 292 человека.
| 1962 | 1968 | 1975 | 1982 | 1990 | 1999 | 2010 |
| ---- | ---- | ---- | ---- | ---- | ---- | ---- |
| 254  | 268  | 245  | 268  | 272  | 309  | 292  |

## Администрация
| Период | Период | Фамилия         | Партия | Примечания |
| ------ | ------ | --------------- | ------ | ---------- |
| 1977   | 2008   | Жак Бурдий      |        |            |
| 2008   | 2014   | Ален Лаборд     |        |            |
| 2014   | 2020   | Жан-Клод Фазийо |        |            |

## Экономика
В 2010 году среди 169 человек трудоспособного возраста (15-64 лет) 89 были экономически активными, 80 — неактивными (показатель активности — 52,7 %, в 1999 году было 48,5 %). Из 89 активных жителей работали 79 человек (38 мужчин и 41 женщина), безработных было 10 (7 мужчин и 3 женщины). Среди 80 неактивных 10 человек были учениками или студентами, 25 — пенсионерами, 45 были неактивными по другим причинам.

## Фотогалерея

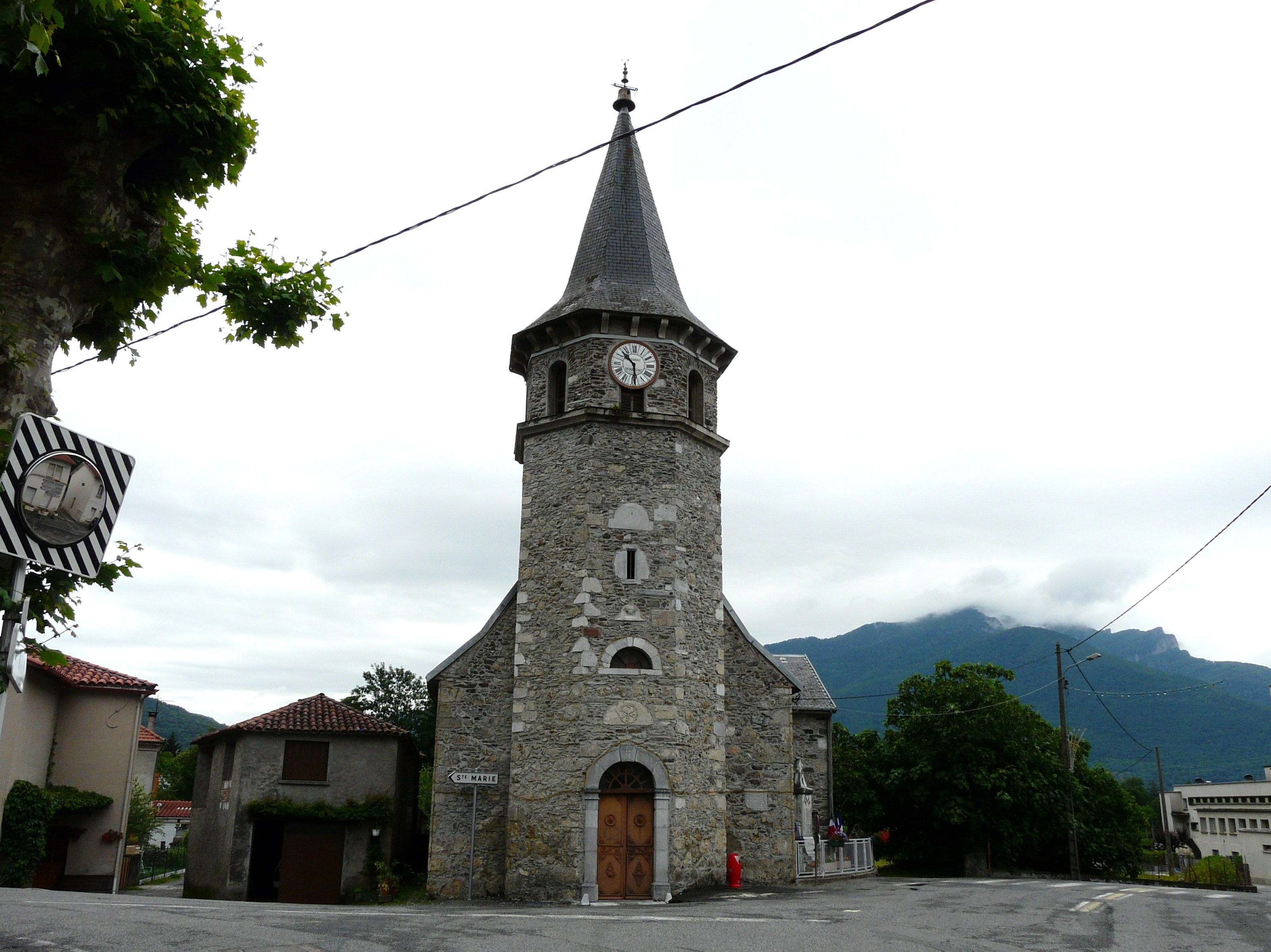
Церковь
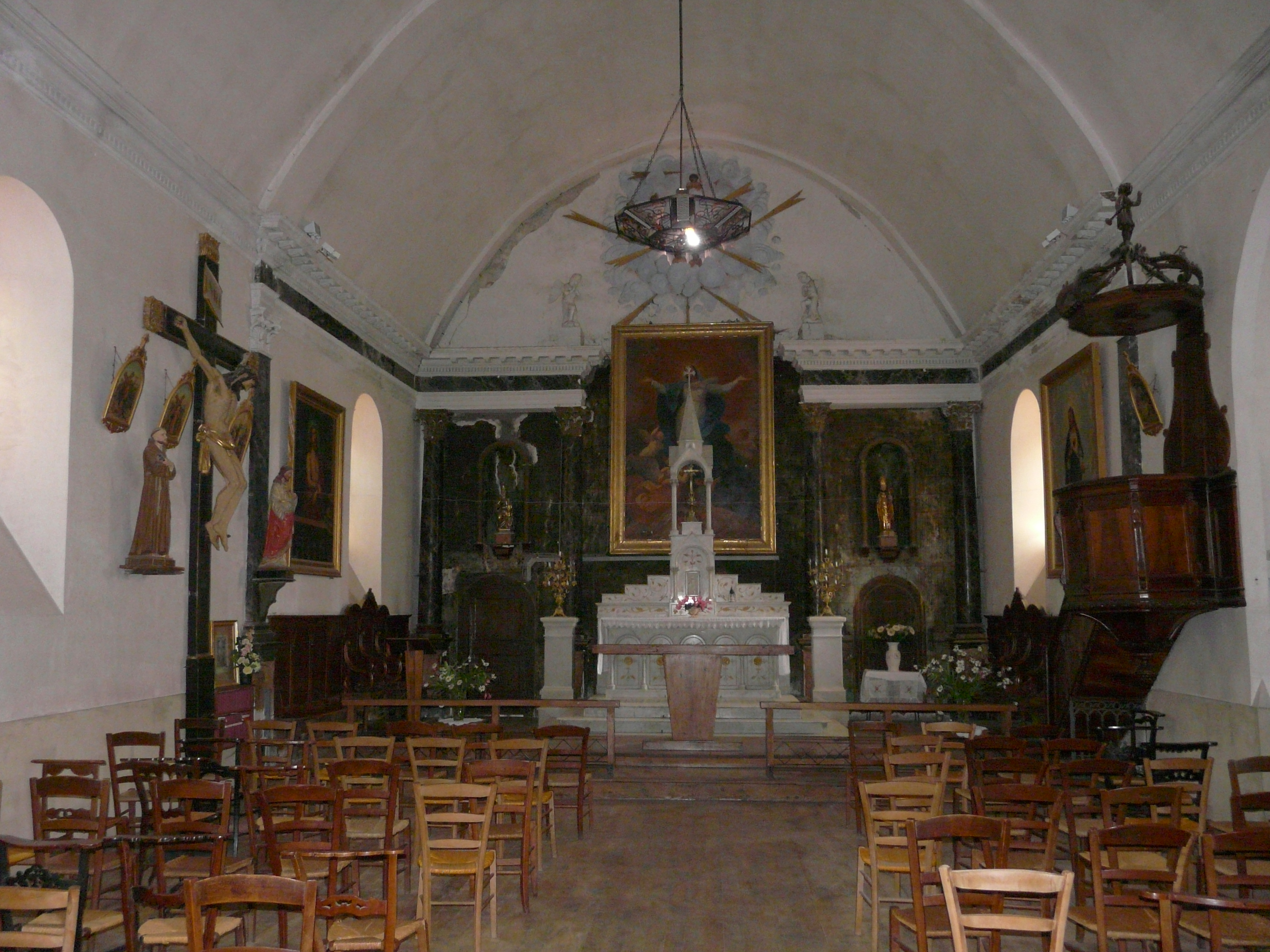
Интерьер церкви
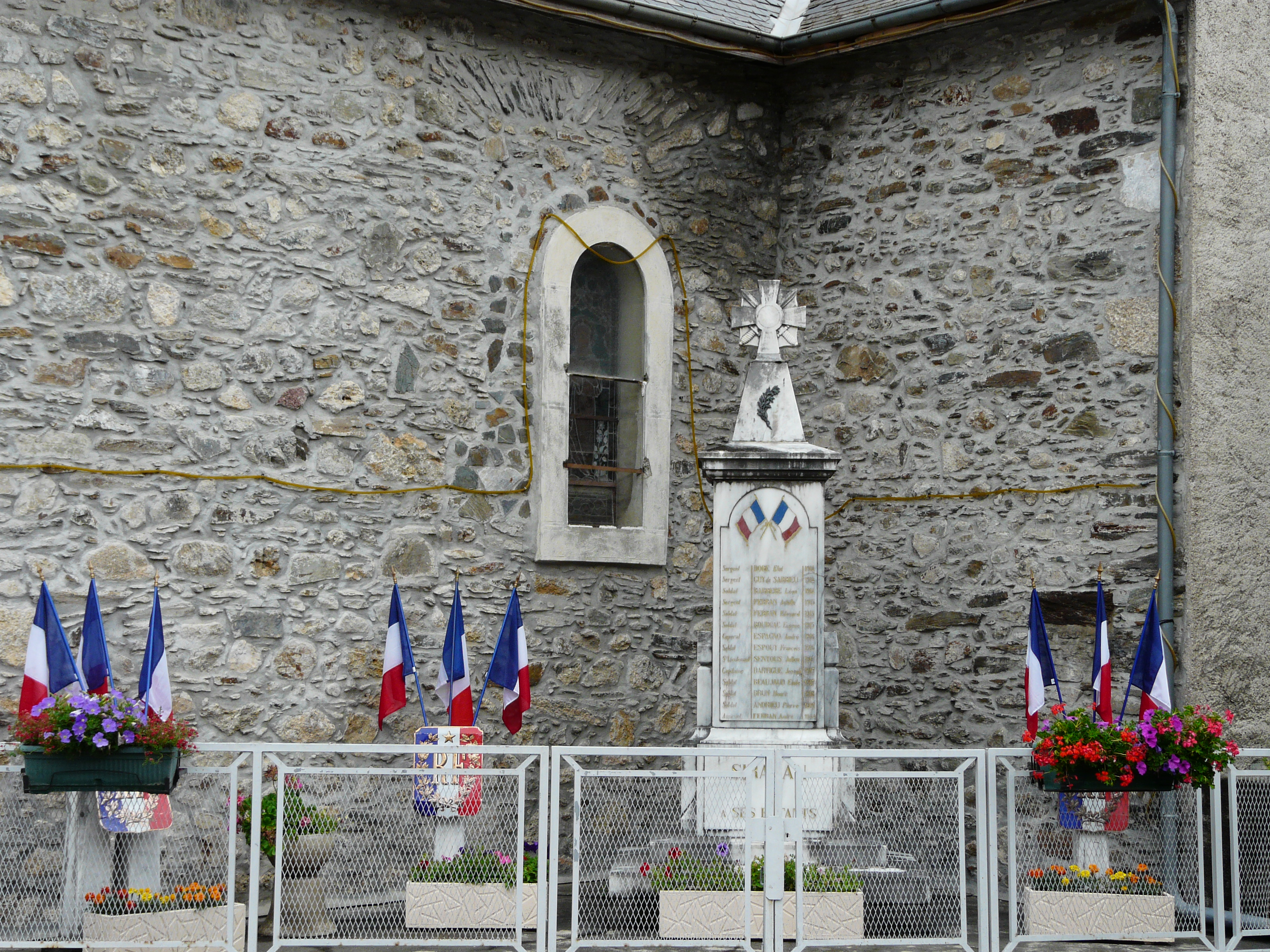
Военный мемориал
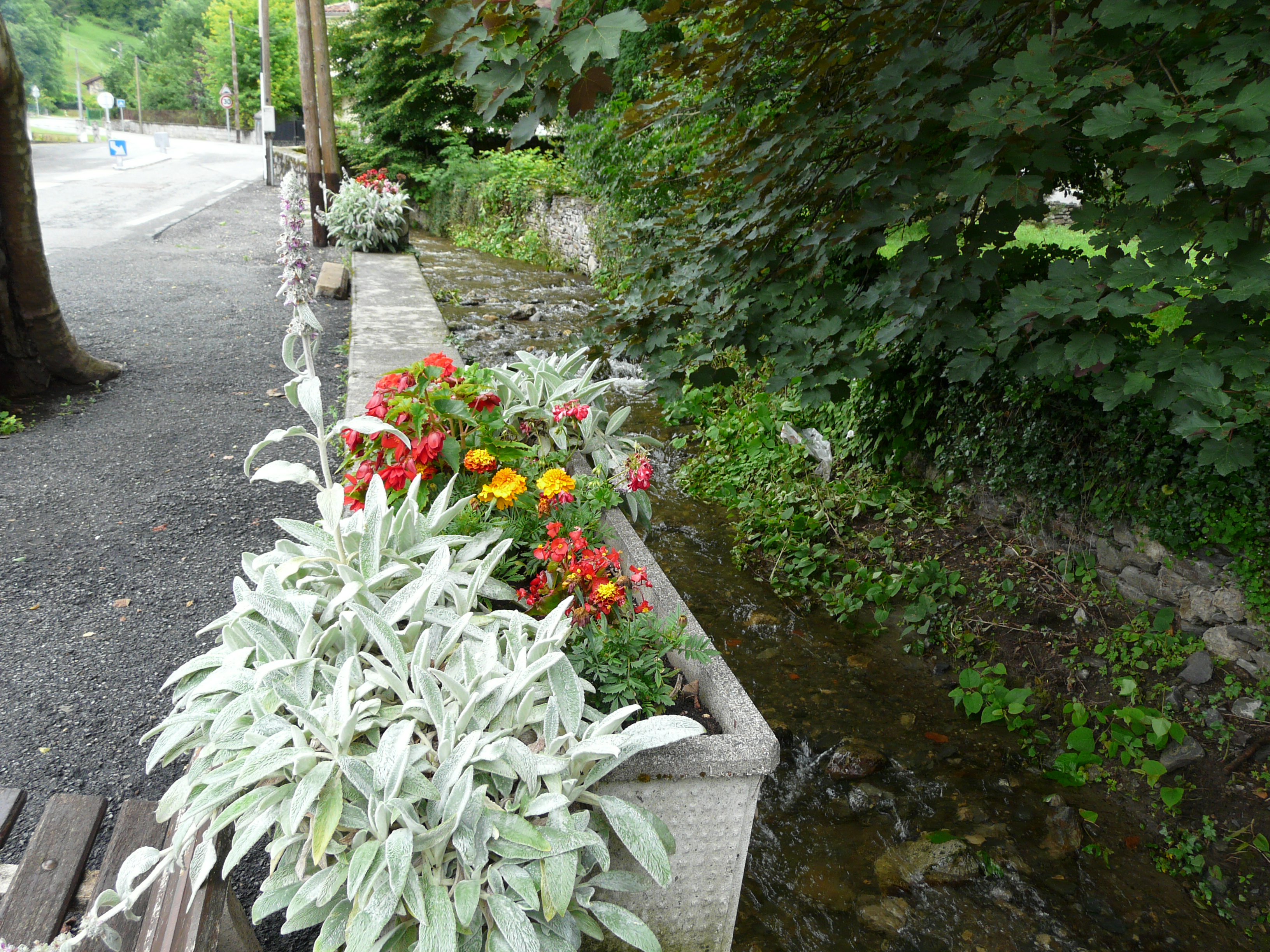
Ручей Гуурон